# چرمهین (اردستان)
چرمهین یک روستا در ایران است که در استان اصفهان واقع شده‌است. چرمهین ۵۵ نفر جمعیت دارد.